# Liste der Kulturdenkmäler in Völkersweiler
In der Liste der Kulturdenkmäler in Völkersweiler sind alle Kulturdenkmäler der rheinland-pfälzischen Ortsgemeinde Völkersweiler aufgeführt. Grundlage ist die Denkmalliste des Landes Rheinland-Pfalz (Stand: 14. August 2023).

## Einzeldenkmäler
| Bezeichnung                           | Lage                                    | Baujahr         | Beschreibung                                                                               | Bild                           |
| ------------------------------------- | --------------------------------------- | --------------- | ------------------------------------------------------------------------------------------ | ------------------------------ |
| Wohnhaus                              | Am Volkereck 13 Lage                    | 18. Jahrhundert | barockes Fachwerkhaus, teilweise massiv, 18. Jahrhundert                                   | Fotos hochladen                |
| Friedhofskreuz                        | Friedhofstraße, auf dem Friedhof Lage   | 1853            | Friedhofskreuz auf Tischsockel, Fünfwundentypus, bezeichnet 1853                           | Fotos hochladen                |
| Katholische Pfarrkirche St. Sylvester | Hauptstraße 34 Lage                     | 1911/12         | neuspätgotischer Saalbau, 1911/12, Architekt Wilhelm Schulte I, Neustadt an der Weinstraße | weitere Bilder Fotos hochladen |
| Steinkreuz                            | Hauptstraße, bei Nr. 34 Lage            | 16. Jahrhundert | Steinkreuz, wohl aus dem 16. Jahrhundert                                                   | Fotos hochladen                |
| Katholische Kapelle                   | nordöstlich des Ortes am Josefshof Lage | 1930            | Kapelle des ehemaligen St. Paulusstiftes, 1930, Architekt Albert Boßlet, 1956 erweitert    | BW                             |